# Artal IV de Alagón
Artal IV de Alagón (c. 1260 - 1295). Noble aragonés, señor de Alagón y Sástago, y de Peñíscola entre 1286 y 1293.

## Biografía
Hijo y sucesor de Blasco II de Alagón (hijo de Artal III) y de Juliana Jiménez de Entenza. Contrajo matrimonio con Teresa Pérez, hija natural del rey Pedro III de Aragón, probablemente en 1279, documentándose el pago de la dote en dos documentos. 
El 29 de julio de 1279, el rey concedía la tenencia del castillo de Peñíscola a Artal y a Teresa Perez, ampliando de este modo la influencia de Artal en la zona, pues desde 1275 poseía el castillo de les Coves de Vinromà. En 1293 Artal vendió sus posesiones castellonenses, y permutó con su esposa sus señoríos de Alcaine y Oliete, en Teruel, por los de Pina de Ebro y Alcubierre, en Zaragoza y Huesca, respectivamente,siendo esta la última vez que el matrimonio aparece documentado, pues Artal falleció en 1295. En julio de ese año Artal otorgó testamento en Valencia, donde cita a todos sus hijos.

## Matrimonio e hijos
Con Teresa Pérez, hija natural del rey Pedro III tuvo los siguientes hijos:
- Artal de Alagón Pérez, nacido hacia 1278 y sucesor de la Casa de los Alagón;

- Violante de Alagón Pérez,[11] nacida hacia 1280 y casada con el noble Pedro Martínez de Luna y Sessé, con descendencia;

- Blasco de Alagón Pérez, señor de La Zaida;

- Isabel de Alagón Pérez, religiosa en el monasterio de Sigena;

- Teresa de Alagón Pérez, casada con Pedro de Grañana.[12]